# Poggio-Marinaccio
 Poggio-Marinaccio  là một xã ở tỉnh Haute-Corse trên đảo Corse, Pháp. Xã này có diện tích 2,83 km², dân số năm 1999 là 16 người. Khu vực này có độ cao trung bình 600 mét trên mực nước biển.